# Bochum-Mitte
Bochum-Mitte (letteralmente: "Bochum-centro") è il primo distretto urbano della città tedesca di Bochum.